# Urceola torulosa
Urceola torulosa är en oleanderväxtart som beskrevs av Joseph Dalton Hooker. Urceola torulosa ingår i släktet Urceola och familjen oleanderväxter. Inga underarter finns listade i Catalogue of Life.